# Lafitole
Lafitole ist eine französische Gemeinde mit 439 Einwohnern (Stand 1. Januar 2022) im Département Hautes-Pyrénées in der Region Okzitanien (vor 2016: Midi-Pyrénées). Die Gemeinde gehört zum Arrondissement Tarbes und zum Kanton Val d’Adour-Rustan-Madiranais.
Die Einwohner werden Lafitolais und Lafitolaises genannt.

## Geographie
Lafitole liegt am Adour, circa 24 Kilometer nördlich von Tarbes in der Naturlandschaft Rivière-Basse am nordwestlichen Rand des Départements
Umgeben wird Lafitole von den sechs Nachbargemeinden:
| Maubourguet |                                             | Sauveterre |
|             | Kompassrose, die auf Nachbargemeinden zeigt | Monfaucon  |
| Nouilhan    | Vic-en-Bigorre                              | Gensac     |

## Einwohnerentwicklung

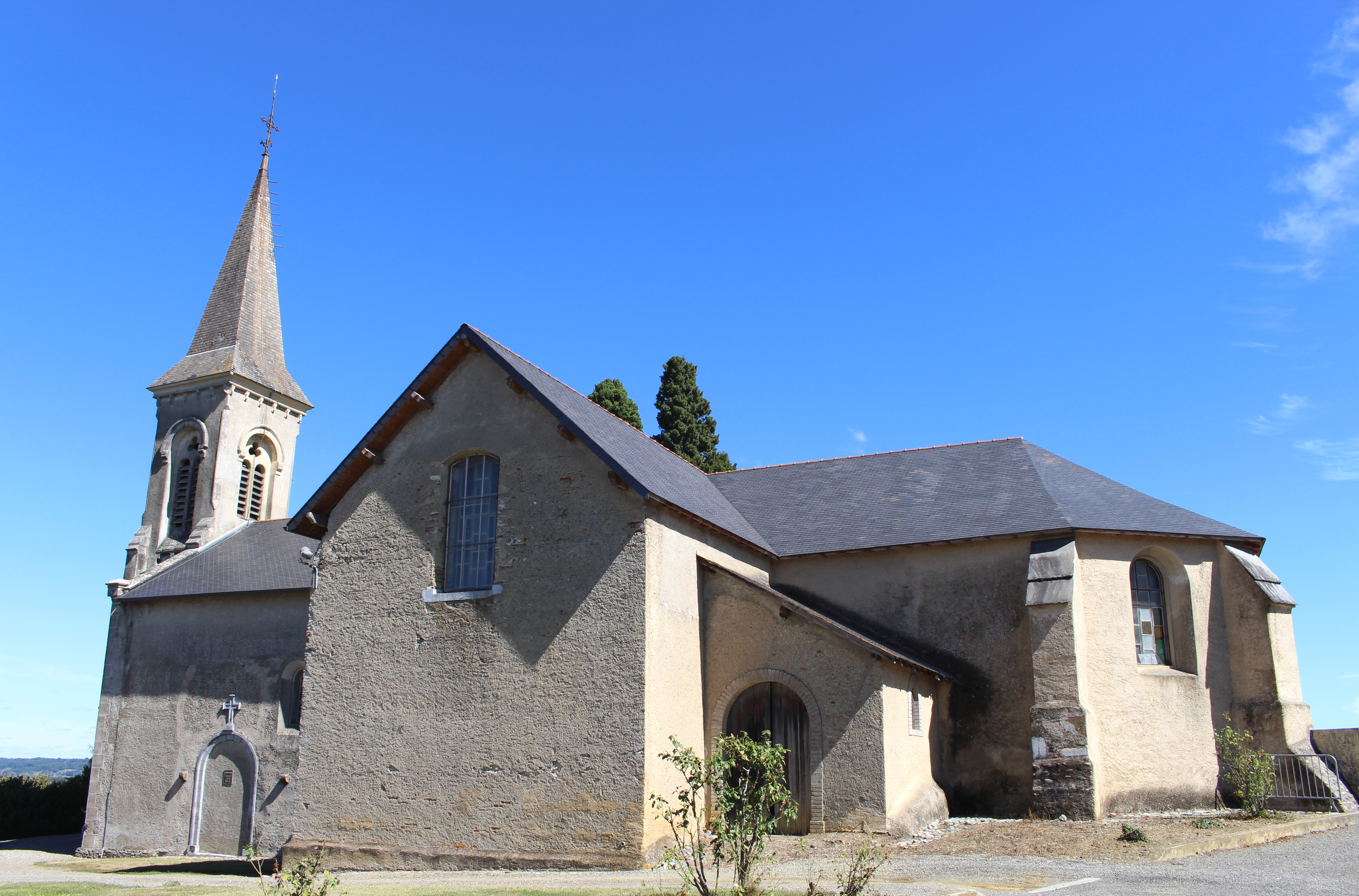
Pfarrkirche de l’Assomption

Nach Beginn der Aufzeichnungen stieg die Einwohnerzahl bis zur ersten Hälfte des 19. Jahrhunderts auf einen Höchststand von 1020. In der Folgezeit sank die Größe der Gemeinde bei kurzen Erholungsphasen bis zu den 1990er Jahren auf einen Tiefststand von rund 360 Einwohnern, bevor eine Wachstumsphase einsetzte.
| Jahr      | 1962 | 1968 | 1975 | 1982 | 1990 | 1999 | 2006 | 2011 | 2022 |
| --------- | ---- | ---- | ---- | ---- | ---- | ---- | ---- | ---- | ---- |
| Einwohner | 420  | 387  | 385  | 408  | 361  | 377  | 431  | 492  | 439  |

## Sehenswürdigkeiten
- Pfarrkirche de l’Assomption

## Wirtschaft und Infrastruktur

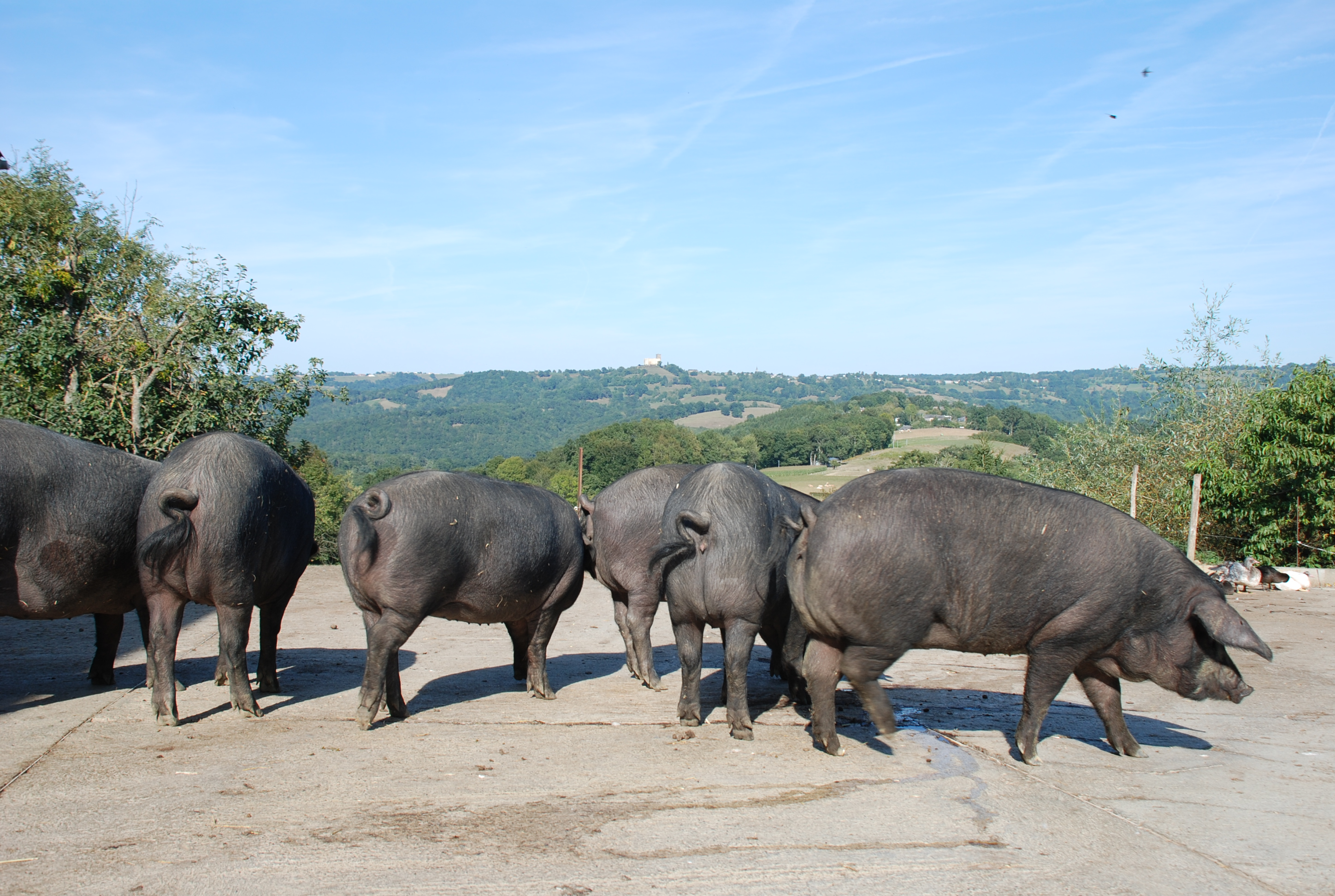
Porcs Noirs de Bigorre

Lafitole liegt in den Zonen AOC der Schweinerasse Porc noir de Bigorre und des Schinkens Jambon noir de Bigorre.

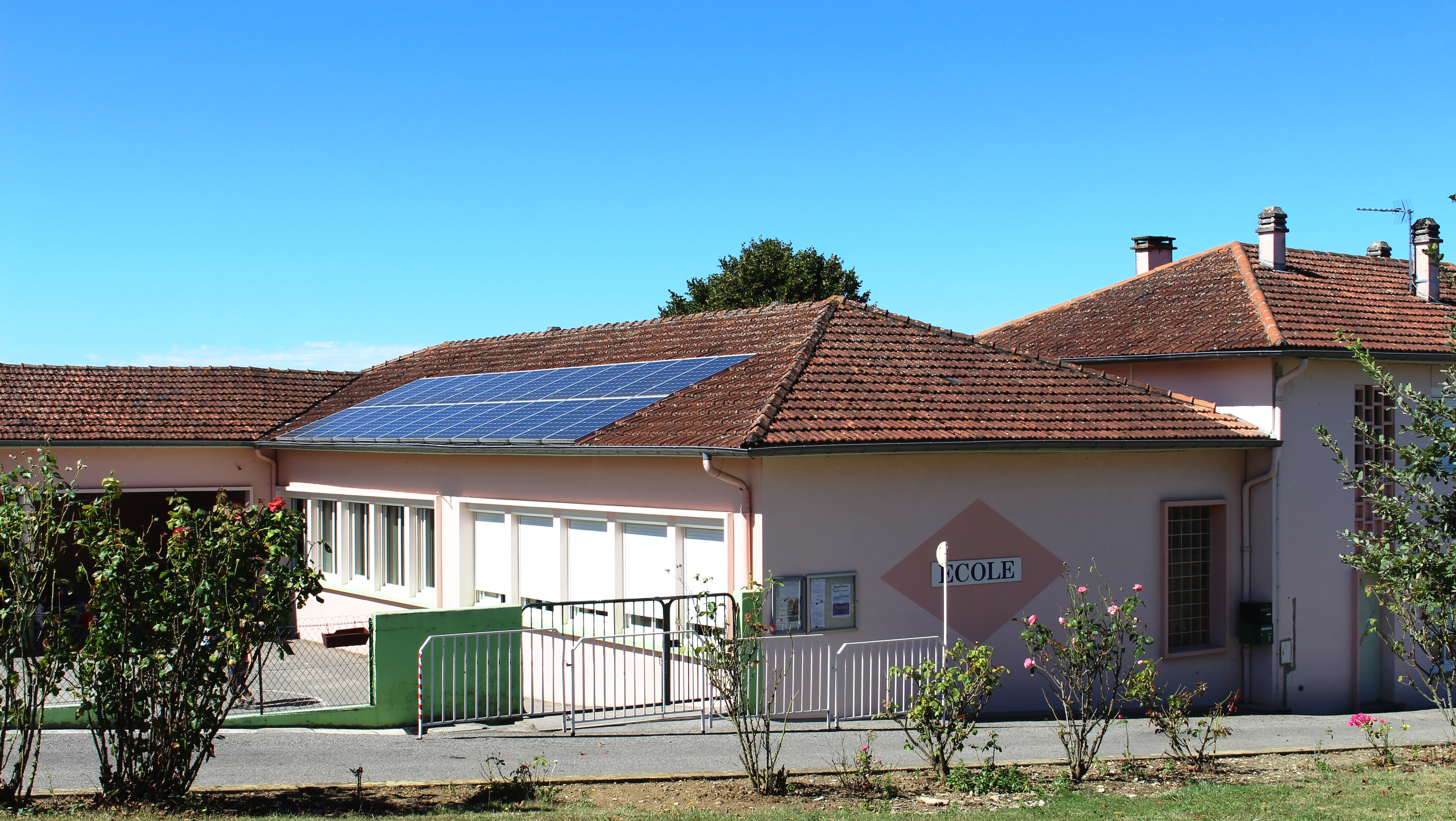
Schulgebäude

### Bildung
Die Gemeinde verfügt über die öffentliche Vor- und Grundschule „RPI“.

### Verkehr
Lafitole ist über die Routes départementales 8, 55 und 56 erreichbar.

## Persönlichkeiten
Jean Desbons, geboren am 1. Februar 1891 in Lafitole, gestorben am 19. November 1967 in Paris, war Jurist und französischer Politiker. Für seine Verdienste mit seiner Teilnahme am Ersten Weltkrieg erhielt er das Croix de guerre 1914-1918, für seine Flucht nach seiner Gefangennahme auch die Médaille des évadés. Außerdem erhielt er den Offiziersorden der Ehrenlegion. Jean Desbons war während der Dritten Französischen Republik vom 22. April 1928 bis zum 31. Mai 1932 und vom 3. Mai 1936 bis zum 31 1942 Abgeordneter des Départements in der Nationalversammlung. Am 10. Juli 1940 stimmte er für die Generalermächtigung zugunsten von Philippe Pétain, die die Dritte Französische Republik faktisch beendete. Aus diesem Grund erlangte er nach dem Ende des Zweiten Weltkriegs kein politisches Mandat mehr.